# Joanna Nowicka
Joanna Nowicka (nascida Kwaśna: Kołobrzeg, 25 de julho de 1966) é uma arqueira polaca, medalhista olímpica.

## Carreira
Joanna Nowicka representou seu país nos Jogos Olímpicos em 1988 a 2000, ganhando a medalha de bronze por equipes em 1996. 